# Francesco Puddu
Francesco Puddu (Cagliari, ... – 1979) è stato un pittore italiano noto per il suo lavoro in ambito religioso in Sardegna.

## Biografia
Puddu fu attivo principalmente in Sardegna tra gli anni Venti e Quaranta del Novecento. Lavorò nella decorazione di edifici religiosi, in particolare nella basilica di Sant'Elena Imperatrice a Quartu (provincia di Cagliari), spesso in collaborazione con il pittore Giovanni Battista Scano.

## Opere
Tra le sue opere note figurano:
- Esaltazione dello stemma passionista – dipinto murale eseguito a tempera tra il 1928 e il 1944 nella cappella dedicata a San Gabriele dell'Addolorata, nella Basilica di Sant'Elena Imperatrice di Quartu Sant’Elena.[2]
- Resurrezione di Lazzaro - eseguito tra il 1924 e il 1925[3]
- Natività di Gesù – affresco eseguito tra il 1924 e il 1925 nella cupola della stessa chiesa, rappresenta la scena tradizionale della Natività, realizzata a tempera su intonaco.[4]
- Cristo consegna le chiavi a San Pietro[5]
- Cristo e la samaritana al pozzo - 1928 - ante 1944.[6]

## Stile
Lo stile pittorico di Puddu è stato descritto come semplice e devozionale. Le sue opere sono improntate alla chiarezza narrativa, con uso di cromie sobrie e iconografia tradizionale. La critica lo ha ritenuto un artista di modeste capacità tecniche, operante sotto la guida del più esperto Scano.